# Protestantische Kirche (Frankeneck)

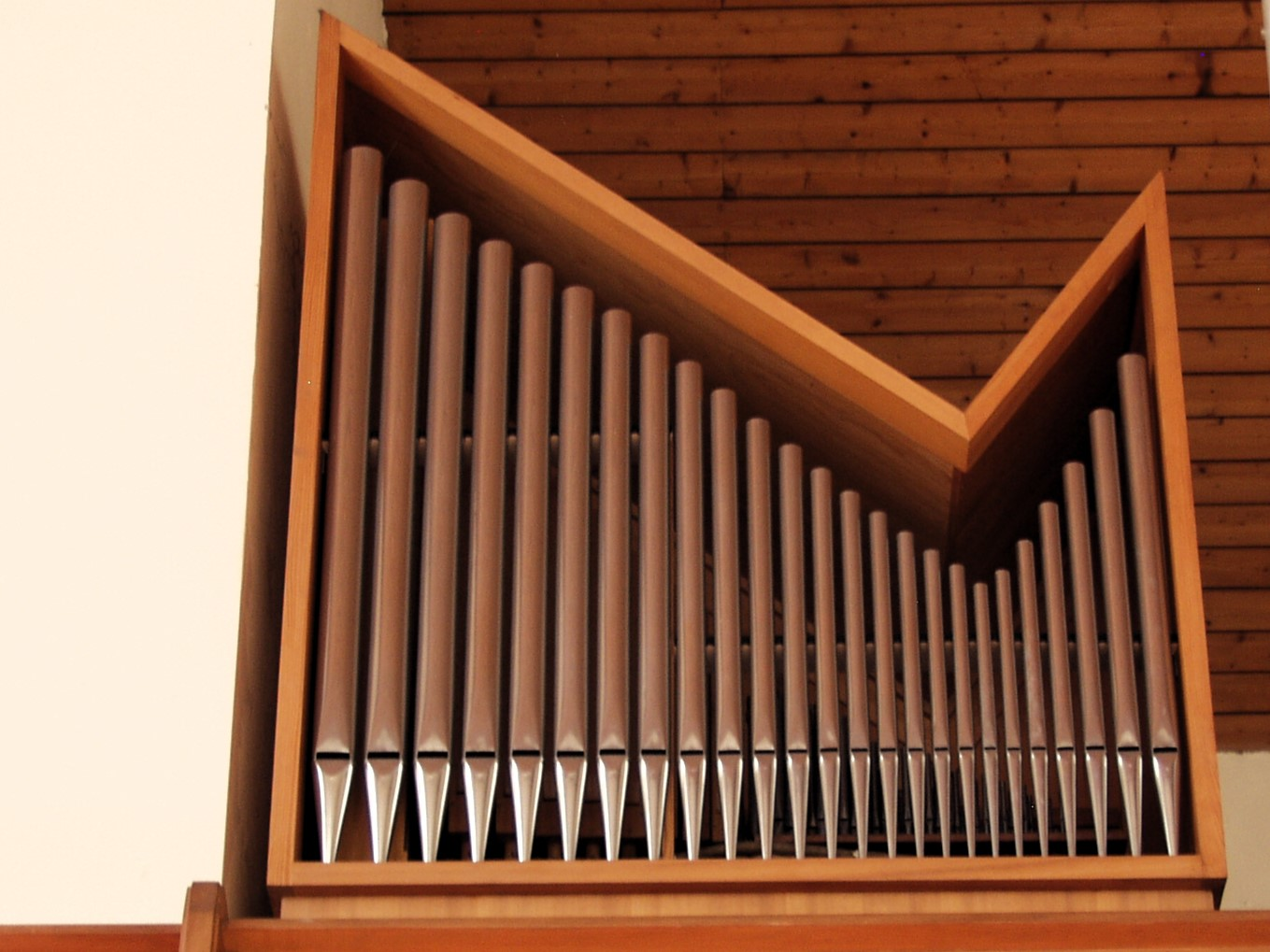
Orgel

Die Protestantische Kirche ist ein Bauwerk in Frankeneck, Rheinland-Pfalz. Sie gehört zur Protestantischen Kirchengemeinde Elmsteiner Tal, die wiederum Teil des Dekanats Neustadt der Evangelischen Kirche der Pfalz ist.

## Lage
Die Kirche befindet sich in der Ortsmitte in Hanglage in der Straße Im Buchental.

## Architektur
Beim Gebäude handelt es sich um einen flachgedeckten Saalbau. Er verfügt über einen Turm mit Spitzhelm.

## Geschichte
Das Bauwerk wurde 1961 durch den Architekten Heinz Frieß errichtet und gegen Ende des Jahres eröffnet. Zu diesem Anlass fand ein Umzug durch die Gemeinde Frankeneck statt. Die Kirche ist ebenso für die in der Nachbargemeinde Esthal lebenden Protestanten zuständig. 2011 wurde das 50-jährige Jubiläum der Kirche gefeiert. Im selben Jahr büßte sie jedoch im Zuge einer kirchlichen Verwaltungsreform ihre Pfarrstelle ein.

## Innenausstattung
Die Kirche enthält eine im Jahr 1976 von Werner Owart gebaute Orgel.